# Asplenium octoploideum
Asplenium octoploideum är en svartbräkenväxtart som beskrevs av Ronald Louis Leo Viane och van den Heede. Asplenium octoploideum ingår i släktet Asplenium och familjen Aspleniaceae. Inga underarter finns listade.
Arten förekommer på La Palma, Teneriffa och Gran Canaria som ingår i Kanarieöarna (Spanien). Den växer i kulliga regioner och bergstrakter mellan 700 och 2000 meter över havet. Asplenium octoploideum ingår i öppna barrskogar med kanarietall och andra träd. På samma plats hittas ofta mjältbräken. Båda arter kan bilda hybrider.
Små populationer kan påverkas av landskapsförändringar och bränder. Utbredningsområdet är begränsat. IUCN listar arten som nära hotad (NT).